# Litochrus v-niger
Litochrus v-niger là một loài bọ cánh cứng trong họ Phalacridae. Loài này được Lea miêu tả khoa học năm 1932.